# Zee Cine Award/Bester Schnitt
Der Zee Cine Award Best Editing ist die Kategorie des indischen Filmpreises Zee Cine Award für den besten Schnitt.
Der Zee Cine Award Best Editing wird von der Jury gewählt. Der Gewinner wird in der Verleihung bekanntgegeben. Die Verleihung findet jedes Jahr im März statt.
Liste der Gewinner:
| Jahr | Filmeditor                     | Film                       | Deutscher Titel                         |
| ---- | ------------------------------ | -------------------------- | --------------------------------------- |
| 1998 | Deepak Wirkud und Vilas Ranade | Border                     | —                                       |
| 1999 |                                |                            |                                         |
| 2000 | Mukhtar Ahmed                  | Hum Saath-Saath Hain       | —                                       |
| 2001 |                                |                            |                                         |
| 2002 |                                |                            |                                         |
| 2003 | A. V. Mayekar                  | The Legend of Bhagat Singh | —                                       |
| 2004 | Shimit Amin                    | Bhoot                      | —                                       |
| 2005 | Sanjib Datta                   | Ek Hasina Thi              | —                                       |
| 2006 | Bela Segal                     | Black                      | —                                       |
| 2007 | P. S. Bharathi                 | Rang De Basanti            | Rang De Basanti – Die Farbe Safran      |
| 2008 | Amitabh Shukla                 | Chak De! India             | Chak De! India – Ein unschlagbares Team |
| 2009 | keine Verleihung               |                            |                                         |
| 2010 | keine Verleihung               |                            |                                         |
| 2011 | Pranav V Dhiwar                | Dabangg                    | —                                       |
| 2012 | Aarti Bajaj                    | Rockstar                   | —                                       |
| 2013 | Namrata Rao                    | Kahaani                    | —                                       |
| 2014 | Arif Sheikh                    | D-Day                      | —                                       |